# Kumano-jinja
Kumano-jinja (熊野神社) désigne au Japon un groupe de sanctuaires shinto consacré aux trois montagnes sacrées de Kumano : Hongū, Shingū et Nachi et manifestées par le Kumano gongen (熊野権現), gongen étant un terme qui désigne la déité protégeant et incarnant un site sacré.

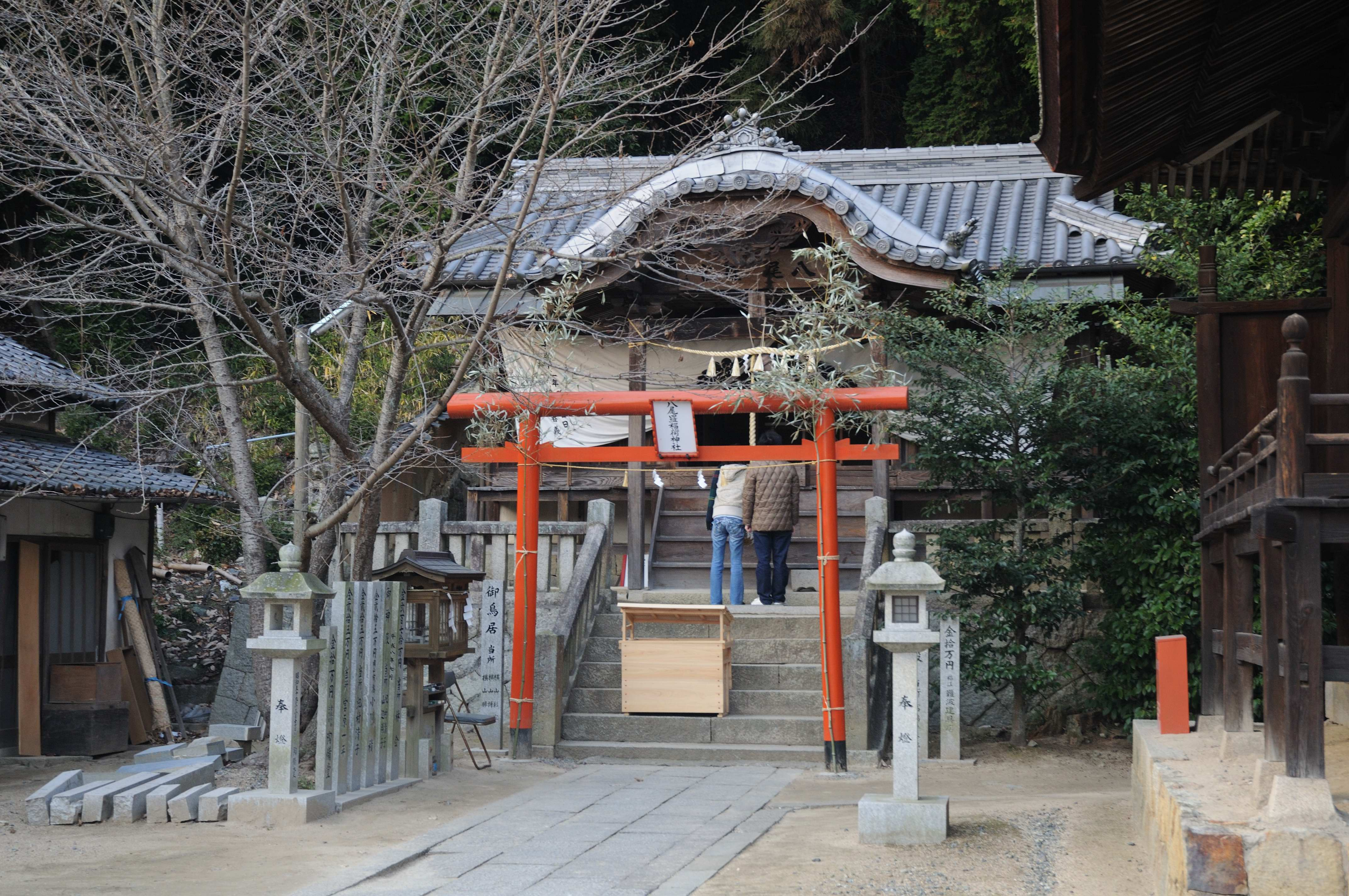
Sanctuaire Kumano à Kurashiki, préfecture d’Okayama.

Situé au cœur de ces trois montagnes dites Kumano Sanzan, ce complexe religieux comprend le grand sanctuaire Kumano Hayatama-taisha (熊野速玉大社) (à Shingū), le Kumano Hongū-taisha (à Tanabe) et le Kumano Nachi taisha (à Nachikatsuura), dans la préfecture de Wakayama.
Il existe sur l’archipel japonais plus de trois mille temples affiliés à Kumano. Chacun est relié à son sanctuaire mère dont il célèbre la divinité. Ce rite de propagation est dit bunrei (分霊) ou kanjō (勧請).

## Kumano Sanzan

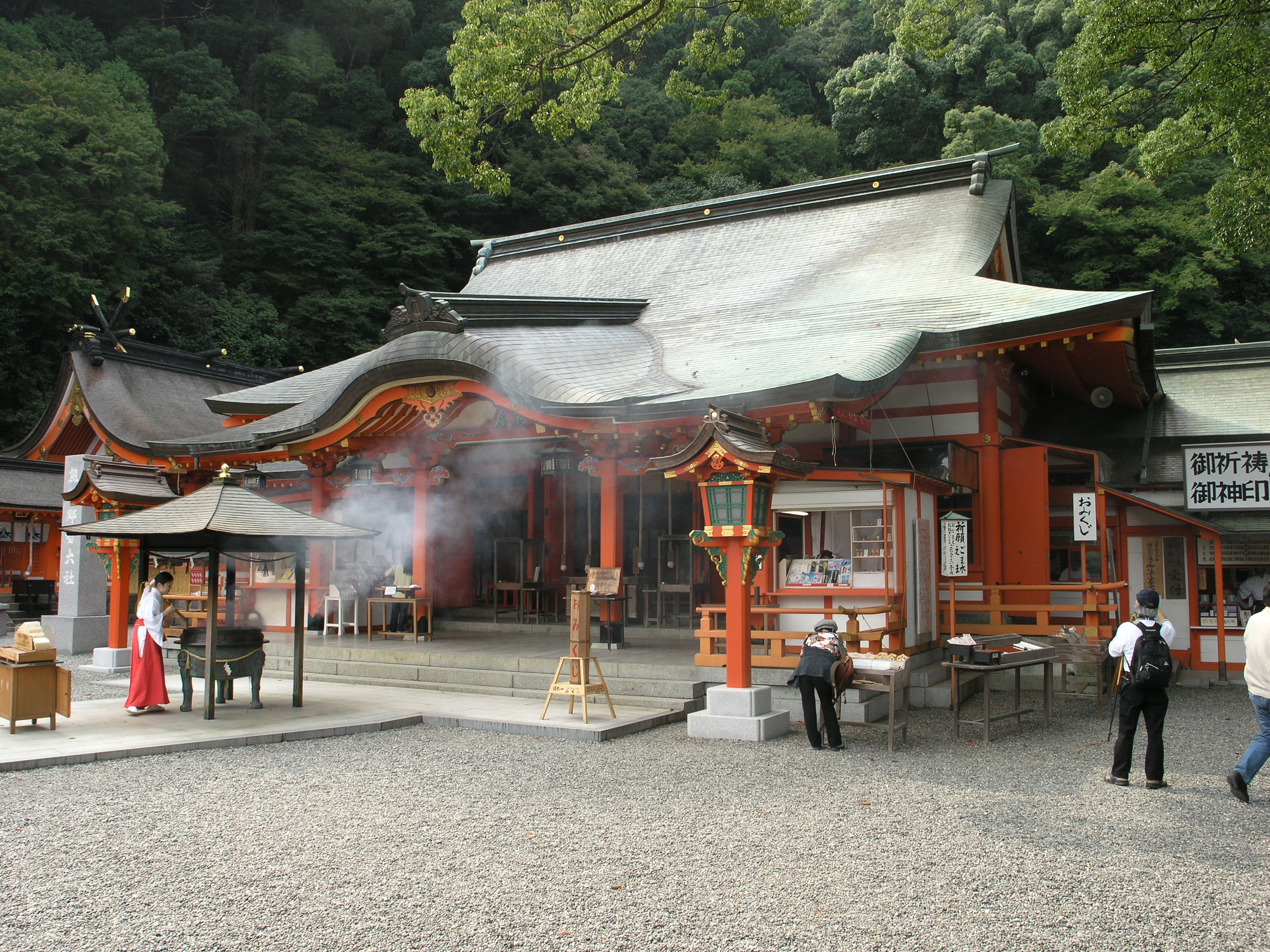
Le Kumano Nachi taisha à Kumano.

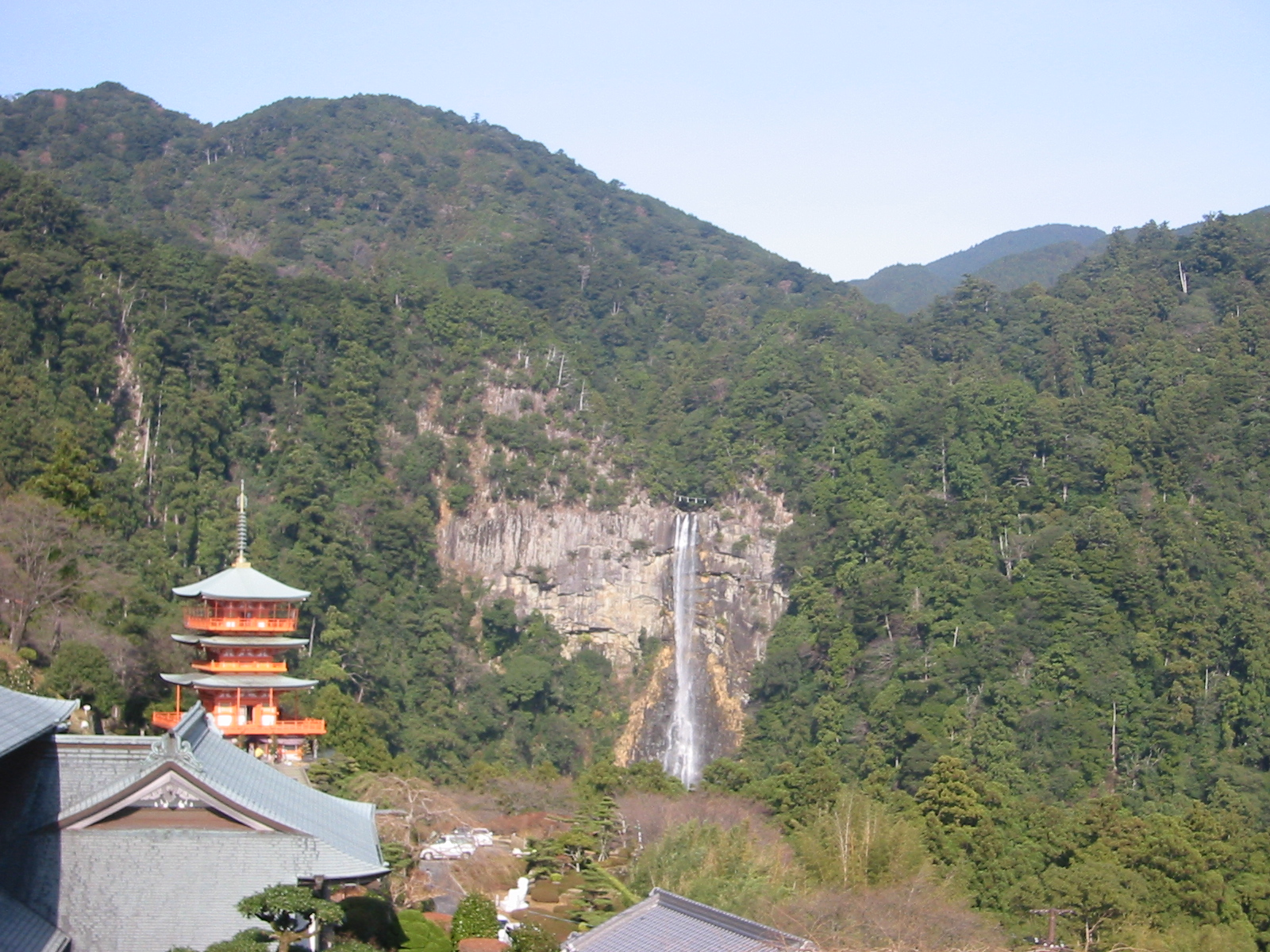
Cascade de Nachi avec le temple bouddhiste Seiganto-ji au premier plan, au Kumano Sanzan.

Le culte du Mont Kumano est antérieur au développement du shintoïsme. Chaque temple était indépendant et avait son propre culte mais au Xe siècle, sous l’influence du bouddhisme, ils se rapprochent. 
Ils forment alors le complexe sacré du Kumano Sanzan.  Les sites sont éloignés de 20 à 40 km environ les uns des autres; un chemin de pèlerinage nommé Kumano sankeimichi (熊野参詣道) permet de les relier.  
Le Kumano Sanzan comprend également deux importants temples bouddhiques : le Seiganto-ji et le Fudarakusan-ji. Mais le complexe est un exemple de syncrétisme entre bouddhisme et shintoïsme (shinbutsu shūgō).  Sur un principe de fusion des cultes (honji suijaku), les kamis sont identifiés à des émanations de Bouddhas indiens, si bien que les trois sanctuaires principaux sont également associés à Amida, Yakushi et Senju Kannon. Des moines des sectes Tendai et Shingon y ont longtemps effectué des retraites spirituelles. Puis avec le développement du culte d’Amida (jōdo) à partir de la fin de l’époque de Heian et durant l'époque de Kamakura (env. XIe – XIVe siècles), toute la zone de Kumano est considérée comme relevant de la Terre pure.
La première visite importante fut probablement celle de l'empereur Shirakawa en 1090. Le Kumano Sanzan est un haut lieu de pèlerinage connu sous le nom de Kumano mōde, il attire d’abord les empereurs et les courtisans, puis toutes les couches de la population et chose notable il accepte également les femmes. La route du pèlerinage qui traverse toute la péninsule de Kii, est jalonnée de petits temples shintos (nommés Kumano ōji) liés au culte de Kumano Elle est inscrite depuis 2004 au patrimoine mondial de l'UNESCO au sein de l'ensemble des sites sacrés et chemins de pèlerinage dans les monts Kii.

## Sanctuaires affiliés
- Kumano-taisha  (à Nan'yo, dans la préfecture de Yamagata)
- Kumano-taisha (à Matsue dans lapréfecture de Shimane)
- Kumano Kōdai (à Karuizawa, dans la préfecture de Nagano)